# Tommy (2014)
Tommy är en svensk thrillerfilm från 2014 i regi av Tarik Saleh. I rollerna ses bland andra Moa Gammel, Ola Rapace och Lykke Li Zackrisson.

## Handling
Estelle har återvänt till Stockholm med sin dotter Isabel. Ett år tidigare flydde hon tillsammans med sin man Tommy efter ett av de största rånen i svensk kriminalhistoria. Nu har hon kommit tillbaka för att hämta bytet, som dock visar sig vara borta.

## Rollista
- Moa Gammel – Estelle
- Ola Rapace – Bobby
- Lykke Li Zackrisson – Blanca
- Alexej Manvelov – Matte
- Johan Rabaeus – Steve
- Inez Bruckner – Isabel
- Ewa Fröling – Katarina
- Ingela Olsson – Marianne Löfgren
- Alexander Stocks – Peter Juhasz
- Reza Madadi – Ergon
- Azzan Jack – Cokie
- Amanda Ooms – Lena
- Mahmut Suvakci – köksmästare
- Alexander Boyea Ljung – kypare
- Egil Linge – polisman
- Ramou Jack – Kady
- Martin Milliarino – Bobbys hantlangare
- Nina Lindén – Claudia

## Om filmen
Filmen spelades in under 2013 i Stockholm, Luleå och Göteborg efter ett manus av Anton Hagwall. Den producerades av Kristina Åberg för produktionsbolaget Atmo Rights AB och distribuerades av AB Svensk Filmindustri. Filmen hade biopremiär den 14 mars 2014.